# A New Stereophonic Sound Spectacular
A New Stereophonic Sound Spectacular – debiutancki album studyjny belgijskiego zespołu Hooverphonic wydany w Belgii 29 lipca 1996 przez Columbia Records. Jest jedynym albumem zespołu, na którym zaśpiewała Liesje Sadonius.

## Lista utworów
1. "Inhaler" (Alex Callier, Raymond Geerts) – 5:11
2. "2 Wicky" (Callier, Geerts, B. Bacharach, H. David, P. Henry) – 4:44
3. "Wardrope" (Callier, Geerts) – 4:31
4. "Plus Profond" (Callier) – 4:24
5. "Barabas" (Callier) – 3:50
6. "Cinderella" (Callier, Geerts, Frank Duchêne, Liesje Sadonius) – 3:52
7. "Nr. 9" (Callier) – 3:38
8. "Sarangi" (Callier) – 4:16
9. "Someone" (Callier, Geerts, Duchêne, Sadonius) – 4:11
10. "Revolver" (Callier) – 3:54
11. "Innervoice" (Callier, Geerts) – 4:34